# Pygomeles braconnieri
Pygomeles braconnieri — вид сцинкоподібних ящірок родини сцинкових (Scincidae). Ендемік Мадагаскару.

## Поширення і екологія
Pygomeles braconnieri мешкають в прибережних районах на південному заході острова Мадагаскар, в регіоні Аціму-Андрефана. Вони живуть в сухих, колючих тропічних лісах, що ростуть на піщаних ґрунтах, та на піщаних дюнах. Зустрічаються на висоті від 15 до 80 м над рівнем моря. Ведуть риючий спосіб життя.